# Epidemia de fungo negro em 2021
A epidemia de fungo negro ou também retratada como epidemia de mucormicose é uma pandemia atual que está acontecendo em diversos países como Índia, Paquistão, Nepal, Bangladesh, Rússia, Uruguai, Paraguai, Chile, Egito, Brasil, Irã, Iraque e México.
Foram confirmados mais de 11 mil casos da doença, a maioria dos casos relatados envolvem pessoas que estavam internadas com corona vírus, assim complicando o entendimento se a morte do infectado foi por COVID-19 ou por mucormicose.
Os primeiros casos começaram a aparecer na Índia e em seguida foram relatados mais casos ao redor do globo, porem é extremamente improvável que os casos da Índia tenham uma ligação direta com os casos nos demais países tendo em vista que a maioria dos pacientes já estavam isolados quando contraíram o fungo.

## A doença

### Transmissão
A transmissão ocorre quando um infectado aspira esporos do fungo e assim o fungo começa a se reproduzir e se espalhar pelo corpo do hospedeiro. É comum existirem esporos do fungo no ar, porem pessoas imunodeprimidas não conseguem combater a proliferação do fungo dentro do seu corpo, assim efetivamente contraindo a doença.
É estudado a correlação da pobreza dos países atingidos, a limpeza no ambiente hospitalar ou uma falta de cuidado sanitária nos países atingidos. Assim permitindo que os esporos do fungo causador do fungo negro encontrem um hospedeiro imunodeprimido, no caso da epidemia de 2021, um enfermo com COVID-19.

### Relação com a COVID-19
A principal correlação da COVID-19 com a mucormicose é que pessoas com COVID-19 estão imunodeprimidas e assim facilita a entrada do fungo em seu organismo e sua proliferação.
Os cientistas acham que a doença se apresentou mais grave na Índia devida sua alta taxa de pacientes com COVID-19 que possuíam diabetes, e assim estão efetuando pesquisas para entender a correlação da diabetes com a mucormicose, tendo em vista que a doença foi mais grave na Índia e os demais paises afetados haviam taxas de diabéticos menores que a Índia.

### Gravidade
Medir a gravidade da doença na atual situação é complexo, tendo em vista que a mucormicose é possivelmente fatal porem tem tratamento. Então a doença efetivamente mata seu hospedeiro quando ele já está muito debilitado por conta da COVID-19, ou quando a doença não é corretamente tratada, ou quando o corpo do hospedeiro não suporta a medicação por uma insuficiência renal. Por estes motivos, pessoas com comorbidades como diabetes que contraem COVID-19 e logo após mucormicose, tem 70% mais chances de não sobreviver as enfermidades.

## Casos em países lusófonos
Até o momento, dos países falantes de português, apenas o brasil apresentou casos da mucormicose, entre os casos duas mortes confirmadas pelo parasita.

### Brasil
A mucormicose no Brasil está causando casos constantes da doença, o ministério da saúde chegou a notificar 29 casos da doença em 2021, porem não descreveu a situação dos enfermos, nem suas cidades, nem suas comorbidades e sua correlação com a COVID-19.  Mais de 5 estados do país relataram casos do fungo negro de maneira autônoma , entre eles:
| Estado             | Casos Confirmados | Suspeitas | Mortes |
| ------------------ | ----------------- | --------- | ------ |
| São Paulo          | 0                 | 1         | 0      |
| Santa Catarina     | 0                 | 1         | 0      |
| Amazonas           | 1                 | 1         | 1      |
| Mato Grosso do Sul | 1                 | 0         | 1      |
| Pará               | 1                 | 0         | 0      |
| Total              | 3                 | 3         | 2      |

O paciente que faleceu da doença em Manaus no Amazonas, não teve seu caso correlacionado com a COVID-19 tendo em vista que os seus exames em vida e pós-morte deram negativo para COVID-19.